# Lana Del Ray
„Lana Del Ray” (alternativ scris ca Lana Del Ray a.k.a. Lizzy Grant) este albumul de studio de debut al cântăreței americane Lana Del Rey. Albumul a fost lansat pe cale digitală pe iTunes de către casa de discuri 5 Points Records pe data de 4 ianuarie 2010, atunci când ea era cunoscută ca Lana Del Ray. Cu toate acestea, albumul a fost în cele din urmă retras de la comercianții cu amănuntul curând după aceea, deoarece, conform Lanei Del Rey, casa de discuri nu a putut să-l finanțeze. Del Rey în cele din urmă a cumpărat înapoi drepturile albumului, al cărui titlu folosește o ortografie alternativă a numelui de scenă al cântăreței, "Del Rey" fiind scris "Del Ray", însă după lansarea albumului Born to Die (2012) sub numele de scenă Lana Del Rey, ea și-a exprimat dorința de a relansa albumul.

## Videoclipurile
Del Ray a lansat șapte videoclipuri auto-regizate pe YouTube pentru acest album. Primul a fost pentru „Kill Kill” si a fost lansat pe data de 11 martie 2008, a fost urmat de „Gramma” pe data de 8 aprilie 2009, în care Del Ray este văzută purtând o peruca blondă lungă și o geacă roșie de baseball. Pe data de 22 aprilie 2009 „Yayo” a fost lansat, urmat pe data de 13 iunie 2009 de către „Mermaid Motel” 3 august 2009 de „Put Me In A Movie” 23 august 2009 de „Brite Lites”, și 18 octombrie 2009, „Jump”.

## Lista pieselor
| Nr.             | Titlu                                          | Autor(i)        | Producător      | Lungime |  |
| 1.              | „Kill Kill”                                    | Elizabeth Grant | David Kahne     | 3:57    |  |
| 2.              | „Queen of the Gas Station”                     | Grant Kahne     | Kahne           | 3:04    |  |
| 3.              | „Oh Say Can You See”                           | Grant           | Kahne           | 3:40    |  |
| 4.              | „Gramma (Blue Ribbon Sparkler Trailer Heaven)” | Grant Kahne     | Kahne           | 3:55    |  |
| 5.              | „For K, Pt. 2”                                 | Grant           | Kahne           | 3:24    |  |
| 6.              | „Jump”                                         | Grant           | Kahne           | 2:50    |  |
| 7.              | „Mermaid Motel”                                | Grant           | Kahne           | 3:59    |  |
| 8.              | „Raise Me Up (Mississippi South)”              | Grant           | Kahne           | 4:22    |  |
| 9.              | „Pawn Shop Blues”                              | Grant Kahne     | Kahne           | 3:26    |  |
| 10.             | „Brite Lites”                                  | Grant           | Kahne           | 2:57    |  |
| 11.             | „Put Me in a Movie”                            | Grant           | Kahne           | 3:13    |  |
| 12.             | „Smarty”                                       | Grant Kahne     | Kahne           | 2:49    |  |
| 13.             | „Yayo”                                         | Grant           | Kahne           | 5:45    |  |
| Lungime totală: | Lungime totală:                                | Lungime totală: | Lungime totală: | 47:23   |  |